# Hans Bütow (Journalist)
Hans Bütow (* 27. November 1900 in Osnabrück; † 11. Oktober 1991 in Hamburg) war ein deutscher Journalist und Schriftsteller.

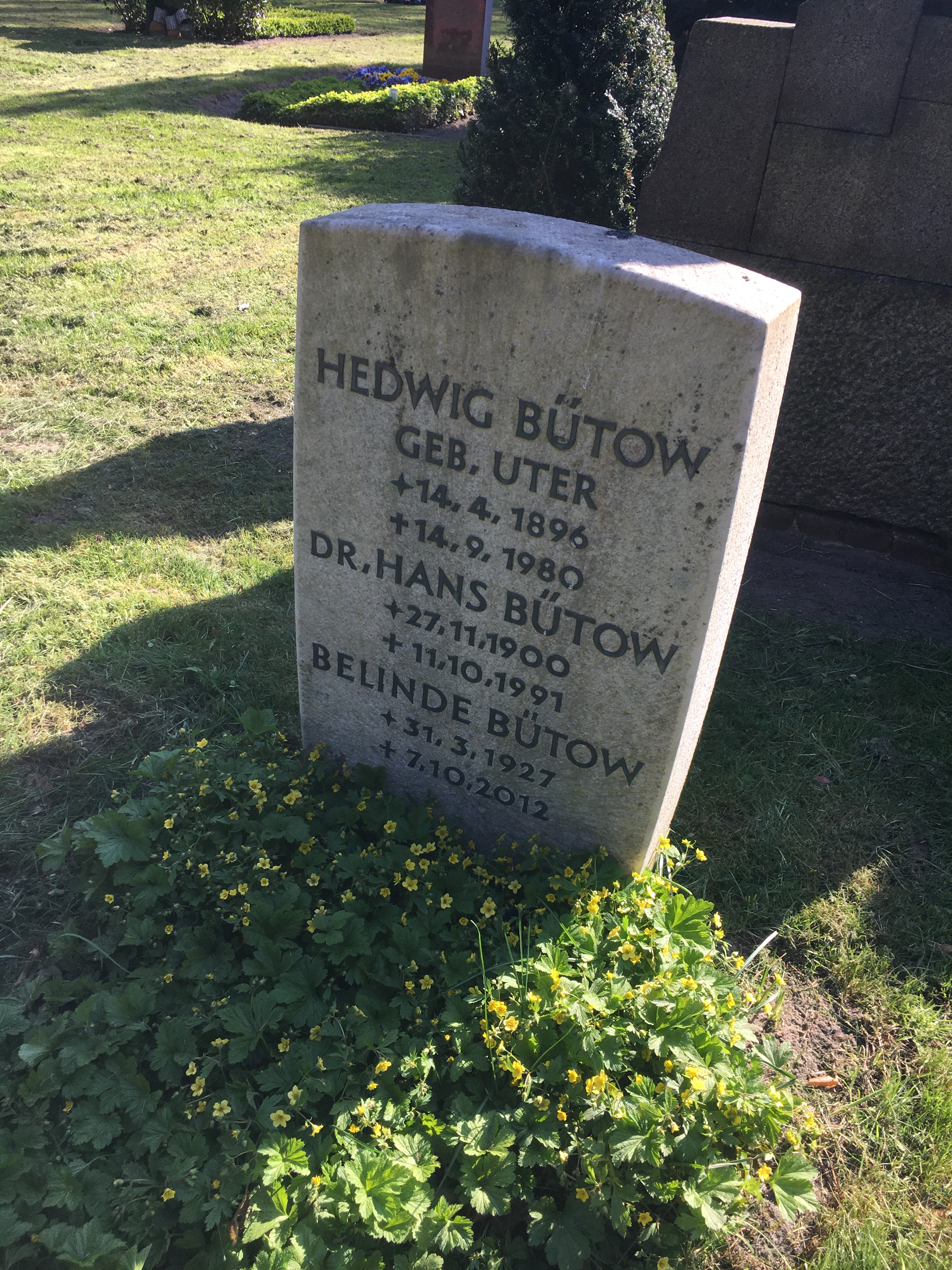
Grabstätte von Hans Bütow auf dem Hamburger Friedhof Ohlsdorf, 2021

## Leben und Beruf
Bütow war nach dem Zweiten Weltkrieg stellvertretender Chefredakteur der Frankfurter Neuen Presse. Anfang 1954 wurde er von Bürgermeister Kurt Sieveking zum Leiter der staatlichen Pressestelle der Freien und Hansestadt Hamburg und damit zum Regierungssprecher berufen. Als die SPD nach der Bürgerschaftswahl 1957 den Hamburg-Block ablöste, musste er zwar dieses Amt abgeben, wurde jedoch Persönlicher Referent des neuen Ersten Bürgermeisters Max Brauer.
Daneben war Bütow als Buchautor tätig, hat jedoch auch Bücher anderer Autoren aus dem Englischen übersetzt, so u. a. 1948 Wiedersehen mit Brideshead von Evelyn Waugh oder Ein Mord erster Klasse von John le Carré. Er gehörte der Freien Akademie der Künste in Hamburg in der Sektion Literatur an.

## Auszeichnungen
- 1976: Alexander-Zinn-Preis der Freien und Hansestadt Hamburg.

## Veröffentlichungen
- Schlafende Gorgo. Vier Erzählungen. Alber, Freiburg (Breisgau) 1948.
  - Mac Dara - oder – Ein Träumer, der Gedichte schrieb. (1942);
  - Ich will nie mehr nach Haus. (1944);
  - Der letzte Feind. (1946);
  - Schlafende Gorgo. (1947).
- Spur von Erdentagen. Eine Porträtgalerie. Societäts-Verlag, Frankfurt am Main 1958.
- Hans Bütow erzählt. Societäts-Verlag, Frankfurt am Main 1960.
- Hände über die See. Ein Leben mit England. Societäts-Verlag, Frankfurt am Main 1961.
- 'Die große Flut in Hamburg. Eine Chronik der Katastrophe vom Februar 1962. Im Auftrage und in Zusammenarbeit mit der Schulbehörde zusammengestellt von Hans Bülow. Vorwort Dr. Wilhelm Drexelius, Senator. Schulbehörde der Freien und Hansestadt Hamburg, Hamburg 1963.
- Alle Träume dieser Welt. Roman einer Familie. Scheffler, Frankfurt am Main 1969.
- Aufzeichnungen eines alten Mannes. 3 Bände. Christians, Hamburg;
  - Band 1: Rede, mein Gedächtnis, rede. 1977, ISBN 3-7672-0460-6;
  - Band 2: Dies alles bleibt zurück. 1979, ISBN 3-7672-0647-1;
  - Band 3: Willkommen und Abschied. 1982, ISBN 3-7672-0762-7.
- Die Harfe im Grünen Feld. Roman eines Freiheitskampfes. Claassen, Düsseldorf 1978, ISBN 3-546-41591-4.

Anekdoten - Schatulle, 1979, Petri Presse Kransberg, Auflage 250 Exemplare, vom Autor signiert.